# Manual of Errors
Manual of Errors was het derde album van de Engelse avant-garde-muzikant Snakefinger. Het kwam in 1982 uit op Ralph Records, het label van the Residents. Op de plaat speelt voor het eerst Snakefingers back-up band 'The Vestal Virgins'. Het album werd mede-geproduceerd door Eric Drew Feldman. Verschillende songs schreef Snakefinger met the Residents. De plaat werd later door T.E.C. Tones op cd heruitgebracht en bevatte toen enkele bonustracks.

## Tracklist
1. Yeti: What Are You?
2. Beatnik Party
3. The Garden of Earthly Delights
4. You Sliced up My Wife
5. I Followed George's Dream
6. Bring Back Reality
7. Shining Faces
8. Eva's Warning
9. Private Universe/The Life on Nebulov
10. I Love You Too Much to Respect You*
11. The Vivian Girls*
12. Talkin' to the Town*
13. Womb to Worm*
14. The Jungle Princess*

- * = bonustracks op cd-versie